# Tricyphona (Tricyphona) exoloma
Tricyphona (Tricyphona) exoloma is een tweevleugelige uit de familie Pediciidae. De soort komt voor in het Nearctisch gebied.